# Rockaway (New Jersey)
Rockaway ist eine Stadt (Borough) und ein Township im Morris County in New Jersey in den USA. Das U.S. Census Bureau ermittelte bei der Volkszählung 2020 eine Einwohnerzahl von 6598.
Die namensgebenden Rockaway-Indianer gehören zur Munsee-Stammesgruppe der Delaware.

## Persönlichkeiten
- Hudson Hoagland (1899–1982), Neurowissenschaftler
- Raymond T. Odierno (1954–2021), General, Kommandeur der United States Forces Iraq und Chief Staff of The Army
- Frank Joseph Rodimer (1927–2018), katholischer Bischof von Paterson
- Todd Youth (1971–2018), Gitarrist und Bassist